# Sierra de Aralar
Sierra de Aralar är en bergskedja i Spanien. Den ligger i den norra delen av landet, 300 km norr om huvudstaden Madrid. Arean är 208 kvadratkilometer.
Sierra de Aralar sträcker sig 11,0 km i öst-västlig riktning. Den högsta toppen är Irumugarrieta, 1 347 meter över havet.
Topografiskt ingår följande toppar i Sierra de Aralar:
- Irumugarrieta
- Txindoki / Larrunarri